# Marka Irmel
Marka Irmel, slovenski rimskokatoliški duhovnik, redovnik in pridigar, * 10. april 1695, Radovljica, † 2. november 1773, Ljubljana.

## Življenje in delo
Marka Irmel, rojen v Radovljici mestnemu učitelju in sodniku, je nižje šole končal v Ljubljani in leta 1716 že kot posvečen duhovnik vstopil v jezuitski red, bil (»regens seminarja« lat. seminarium; sadilnica) vodja semenišča, večinoma pa je deloval kot pridigar v Ljubljani in podeželski misijonar.